# Szantaż (film 1929)
Szantaż (tytuł oryg. Blackmail) – brytyjski dreszczowiec kryminalny z 1929 w reżyserii Alfreda Hitchcocka, nagrany w dwóch wersjach – dźwiękowej i niemej. Został zrealizowany na podstawie sztuki Charlesa Bennetta z 1928. Adaptacji scenariusza dokonał Hitchcock, który wraz z Bennem Levy i Bennettem napisał dialogi. W rolach głównych wystąpili Anny Ondra, John Longden, Cyril Ritchard i Donald Calthrop. Akcja filmu toczy się w Londynie, w otoczeniu przedstawicieli niższej klasy społecznej. Alice White (Ondra), miejscowa sklepikarka, zabija w obronie własnej usiłującego ją zgwałcić artystę malarza Crewe’a (Ritchard). Frank Webber (Longden), detektyw Scotland Yardu i narzeczony Alice, chcąc uchronić swoją ukochaną przed odpowiedzialnością karną, decyduje się na zrzucenie winy na drobnego kryminalistę przedstawiającego się jako „Tracy” (Calthrop), który był świadkiem zabicia malarza przez kobietę i zaczyna szantażować parę.
Szantaż – uważany za pierwszy brytyjski film dźwiękowy – w momencie premiery otrzymał entuzjastyczne recenzje od angielskich krytyków, którzy zwracali uwagę na umiejętne wykorzystanie przez reżysera nowej technologii dźwiękowej. Współcześni biografowie podkreślają, że Szantaż, mimo upływu lat, uchodzi za kamień milowy w historii kina – nie tylko z uwagi na zastosowanie dźwięku, ale również dzięki tematowi oraz stylowi. Niektórzy z nich oceniają film w kategorii pierwszego arcydzieła suspensu Hitchcocka.

## Fabuła

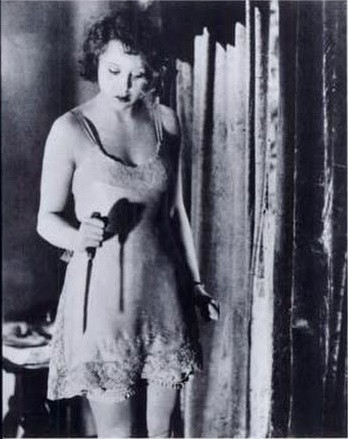
Anny Ondra w roli Alice White w scenie z filmu Szantaż

Film rozpoczyna się od sceny przedstawiającej akcję policji, która przyjeżdża aresztować drobnego oszusta (Percy Parsons). Przestępca, leżąc w łóżku i czytając gazetę, zauważa kątem oka w odbiciu lustra sylwetki stojących w progu funkcjonariuszy. Usiłuje sięgnąć po znajdującą się na stoliku obok broń, lecz zostaje powstrzymany. Przed domem gromadzi się tłum ludzi, który rzuca w okno kamieniem, gdy jeden z funkcjonariuszy podchodzi do niego. Oszust, w asyście policjantów, zostaje przewieziony do siedziby Scotland Yardu. Na miejscu mężczyzna jest przesłuchiwany. Podczas identyfikacji jedna z kobiet rozpoznaje go. Funkcjonariusze pobierają od niego odciski palców, po czym wzburzony przestępca zostaje osadzony w areszcie. Zakończywszy czynności, detektyw z wydziału zabójstw Frank Webber (John Longden) udaje się do wyjścia wraz z innym funkcjonariuszem. W korytarzu czeka na niego zniecierpliwiona narzeczona Alice White (Anny Ondra). Para wspólnie opuszcza gmach Scotland Yardu. Wieczorem udają się do herbaciarni. Zająwszy miejsce, kobieta orientuje się, że zostawiła swoją rękawiczkę przy innym stoliku, gdy szukali wolnego miejsca. Po chwili Frank przynosi zgubioną rzecz Alice. Mężczyzna zwraca uwagę na fakt, że w rękawiczce znajdują się dziury w dwóch palcach. Alice czyni zarzuty Frankowi z powodu jego spóźnienia, lecz ten przyznaje, że na tym polega jego praca. Kobieta bagatelizuje skuteczność działań Scotland Yardu. Gdy Frank odchodzi na chwilę od stolika, kobieta wyjmuje z torebki skrawek papieru, na którym widnieje propozycja spotkania z innym mężczyzną. Kiedy detektyw powraca do stolika, Alice informuje go, że pójdzie z nim do kina na film o Scotland Yardzie. W oddali dostrzega mężczyznę (Cyril Ritchard), z którym jest umówiona. Daje mu dyskretnie znak poprzez kiwnięcie głową, że nie jest sama. Zakłopotana, po raz kolejny zmienia zdanie w kwestii pójścia do kina, czym coraz bardziej irytuje Franka. Mężczyzna, mając dość wahań Alice, zostawia pieniądze za rachunek i wychodzi z herbaciarni. Przez chwilę stoi przed wejściem i zastanawia się nad powrotem, lecz wkrótce dostrzega Alice opuszczającą herbaciarnię w towarzystwie innego mężczyzny.
Spacerem para dociera pod drzwi domu mężczyzny. Okazuje się, że mieszka on w pobliżu kiosku z gazetami prowadzonego przez ojca kobiety. Rozmawiającej parze przygląda się inny tajemniczy mężczyzna (Donald Calthrop). Po kilku namowach Alice zgadza się obejrzeć pracownię artysty. Przed wejściem do budynku partnera kobiety zaczepia tajemniczy mężczyzna, lecz ten po krótkiej chwili go zbywa. Dotarłszy na miejsce, Alice ogląda pracownię i jeden z namalowanych obrazów, przedstawiający rozradowanego klauna. Wywołuje on u niej śmiech. Zaciekawiona sama usiłuje coś namalować. Stojący za nią Crewe pomaga jej, po czym razem tworzą nagi autoportret kobiety. Gdy artysta udaje się przygotować drinki, Alice dostrzega wiszący strój baletnicy. Mężczyzna namawia ją do przymierzenia go, a następnie zasiada przy pianinie i zaczyna grać. Po chwili wahań Alice, skuszona obietnicą sporządzenia przez malarza szkicu, decyduje się przebrać. Zachęcony przez kobietę do dalszej gry, wykonuje na pianinie utwór „Miss Up-to-Date”. Gdy Alice prezentuje się w przebraniu, prosi mężczyznę o pomoc w zapięciu zamka. Malarz, zauroczony widokiem młodej kobiety, zaczyna ją całować w usta i obejmować, wbrew woli Alice. Po tym incydencie kobieta decyduje się opuścić pracownię. Crewe, przewidując taką reakcję, zabiera sukienkę Alice, uniemożliwiając jej przebranie się. Mimo usilnych próśb ze strony dziewczyny agresywny mężczyzna chwyta ją za dłoń po czym obydwoje zaczynają się szamotać za kotarą. Wrzasków kobiety nie słyszy przechadzający się ulicą policjant. Doprowadzona do ostateczności Alice, chcąc uniknąć gwałtu, desperacko szuka ręką jakiegokolwiek przedmiotu, pozwalającego unieszkodliwić napastnika. Znajduje leżący na stoliku obok kotary nóż, którym zabija malarza. Po chwili, znajdując się w stanie głębokiego szoku, wyłania się zza kotary i odkłada narzędzie zbrodni na stół. Przebiera się, niszczy portret roześmianego klauna, zamalowuje pędzlem swoje imię i nazwisko na obrazie – który kilka chwil wcześniej namalowała wspólnie z denatem – gasi światło i opuszcza pracownię. Nie ma świadomości, że jest obserwowana przez tajemniczego mężczyznę.

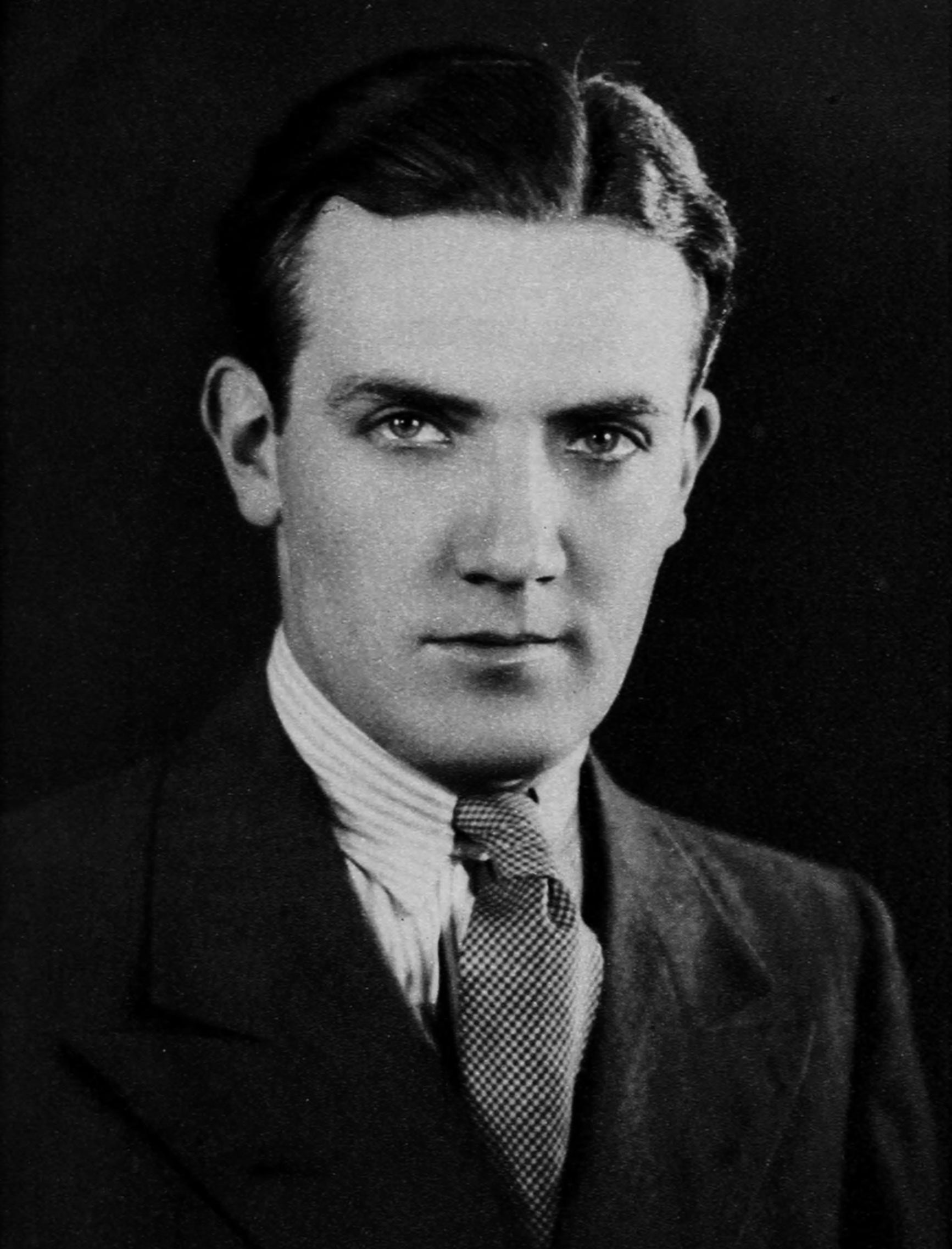
John Longden, odtwórca roli detektywa Franka Webbera, narzeczonego Alice White

Roztrzęsiona Alice przechadza się londyńskimi ulicami. Poruszając się na granicy snu i jawy, usiłuje odzyskać równowagę psychiczną. Każdy widok przypomina jej o popełnionej zbrodni. Zwłoki niedoszłego gwałciciela malarza odkrywa jego gospodyni, pani Humphries (Hannah Jones), która zawiadamia policję. Na miejscu pracują śledczy, wśród nich Frank. Detektyw rozgląda się po pracowni, szukając dowodów. Znajduje leżącą na podłodze damską rękawiczkę. Gdy spogląda na twarz zamordowanego artysty, uświadamia sobie, że należy ona do Alice – postanawia ukryć dowód rzeczowy. W tym samym czasie kobieta dociera do domu i kładzie się do łóżka. Do pokoju Alice przychodzi jej matka (Sara Allgood), informując ją, że ostatniej nocy doszło do morderstwa tuż za rogiem, a policja jest już na miejscu. Kobieta wstaje i pudruje twarz przed lustrem, spoglądając na wiszący na ścianie obrazek z wizerunkiem Franka w mundurze, po czym przebiera się i schodzi po schodach na dół. Jej ojciec (Charles Paton) dyskutuje z sąsiadką na temat popełnionego morderstwa. Alice udaje się do budki telefonicznej, szukając numeru do Franka w książce, lecz po chwili rezygnuje. Rodzina White’ów zasiada wspólnie do stołu, aby zjeść śniadanie. Sąsiadka kontynuuje temat morderstwa, twierdząc, że zabicie kogoś nożem jest „mało brytyjskie”. Wypowiedziane przez nią słowo „nóż” wielokrotnie (i coraz głośniej) rozbrzmiewa w myślach przerażonej Alice. Gdy ojciec prosi ją, aby ukroiła kawałek chleba, kobieta nieśmiało sięga po nóż, jednak po chwili wypuszcza go z ręki. Niecodzienne zachowanie córki dostrzega ojciec, który wypytuje Alice, czy wszystko u niej w porządku. Do sklepu przychodzi Frank, informując dziewczynę i jej rodziców, że została mu przydzielona sprawa zabójstwa malarza. Mężczyzna prosi Alice do budki telefonicznej, w której się zamykają. Przedstawia jej dowód, pokazując rękawiczkę i nakłania do rozmowy, lecz przerażona Alice milczy. Przerywa im tajemniczy mężczyzna, który obserwował sklep. Daje parze do zrozumienia (pokazując dyskretnie drugą rękawiczkę), że wie, kto jest prawdziwym zabójcą. Kupuje luksusowe cygaro, zmuszając Franka, aby zapłacił za nie, oraz wprasza się na śniadanie, podając fałszywe imię „Tracy”.

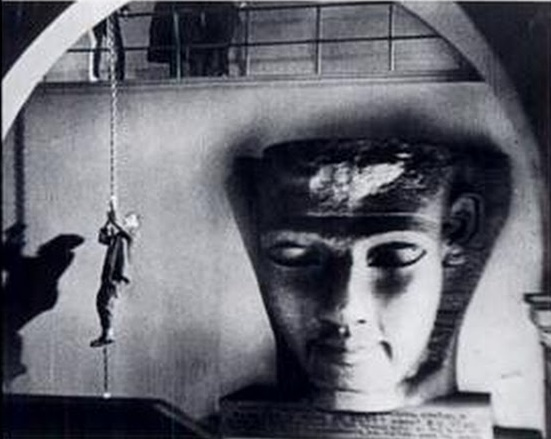
Donald Calthrop jako szantażysta „Tracy” w scenie ucieczki przed policją w gmachu Muzeum Brytyjskiego, obok posągu głowy Ramzesa II

W siedzibie Scotland Yardu pani Humphries składa zeznania. Wśród okazanych zdjęć rozpoznaje człowieka („Tracy’ego”), który kręcił się pod oknami domu malarza feralnego wieczora. Alice oszukuje rodziców, że „Tracy” jest bliskim przyjacielem Franka. Mimo to matka dziewczyny nie darzy go sympatią i dopytuje córkę, kiedy opuści ich mieszkanie. Do sklepu White’ów telefonuje jeden z kolegów Franka ze Scotland Yardu. Mężczyzna dowiaduje się, że „Tracy” został rozpoznany przez gosposię malarza. Wraca do pokoju, w którym szantażysta przebywa razem z Alice. Nakazuje kobiecie zamknąć drzwi, po czym informuje „Tracy’ego”, że jest poszukiwany przez Scotland Yard. Szantażysta zaprzecza, jakoby miał coś wspólnego ze zbrodnią. Grozi, że wyzna, iż widział Alice na miejscu morderstwa. Frank uświadamia go, że policja nie da wiary jego zeznaniom, gdyż jest on zwykłym kryminalistą. Alice prosi narzeczonego, by tego nie robił, lecz mężczyzna pozostaje nieugięty i nie pozwala dziewczynie mówić. „Tracy” bezskutecznie usiłuje zwrócić pieniądze, które kilka minut wcześniej dał mu Frank. Kiedy do sklepu przybywają powiadomieni przez detektywa policjanci, szantażysta, wykorzystując chwilę nieuwagi, zbija szybę i zaczyna uciekać. Funkcjonariusze ruszają w pościg za nim.
„Tracy” ucieka taksówką, lecz kiedy zauważa na drodze policjanta dyrygującego ruchem ulicznym, spanikowany otwiera drzwi i kontynuuje swą ucieczkę pieszo. Na ulicach obserwuje wzmożone patrole policji. Znajdując się przed gmachem Muzeum Brytyjskiego, decyduje się udać do budynku. Nerwowo przechadza się korytarzami i chowa za wystawami, starając się zgubić ścigających go funkcjonariuszy Scotland Yardu. Gdy zostaje zauważony, zaczyna desperacko uciekać. Spuszcza się na linie obok posągu przedstawiającego olbrzymich rozmiarów głowę Ramzesa II, a następnie kontynuuje ucieczkę przez czytelnię muzeum, po czym dociera do drabiny, po której wspina się na szczyt kopuły. Do ostatnich chwil tłumaczy policjantom, że to nie on jest winny. Poślizgnąwszy się, zbija szybę i wpada do środka, ginąc na miejscu. Czekająca w domu Alice pisze list do Franka, w którym wyjaśnia, że zamierza udać się na policję i przyznać do winy. Dotarłszy na miejsce, kobieta informuje sierżanta dyżurnego (Johnny Butt), że chce się widzieć z inspektorem. Po wypełnieniu stosownego wniosku udaje się do gabinetu inspektora, w którym jest również Frank. Wyznanie prawdy przerywa telefon. Detektyw wyprowadza Alice z gabinetu. Kobieta na korytarzu wyznaje mu, że to ona zabiła. Frank uspokaja ją, mówiąc, że wie. W ostatnim ujęciu Alice spogląda na policjanta, niosącego w ręku obraz roześmianego klauna i płótno, na którym, prócz znajdującego się nagiego autoportretu, kobieta namalowała swoje imię i nazwisko.

## Obsada
Opracowano na podstawie materiału źródłowego:

- Anny Ondra – Alice White, sklepikarka i narzeczona Franka Webbera[b]
- John Longden – Frank Webber, detektyw Scotland Yardu i narzeczony Alice
- Cyril Ritchard – pan Crewe, artysta malarz
- Donald Calthrop – „Tracy”, mężczyzna szantażujący Alice i Franka
- Sara Allgood – pani White, matka Alice
- Charles Paton – pan White, ojciec Alice
- Hannah Jones – pani Humphries, gospodyni pana Crewe’a
- Harvey Braban – główny inspektor (wersja dźwiękowa)
- Sam Livesey – główny inspektor (wersja niema)
- Johnny Butt – sierżant dyżurny
- Percy Parsons – aresztowany oszust
- Phyllis Konstam – plotkująca sąsiadka (wersja niema) (niewym. w czołówce)[c]
- Phyllis Monkman – plotkująca sąsiadka (wersja dźwiękowa) (niewym. w czołówce)[c]
- Johnny Ashby – chłopiec (niewym. w czołówce)
- Alfred Hitchcock – pasażer londyńskiego metra denerwowany przez małego chłopca (cameo)

## Produkcja

### Przygotowania
Z początkiem września 1928 Alfred Hitchcock udał się wraz z aktorami i ekipą do Kornwalii oraz na wyspę Man, by rozpocząć zdjęcia do melodramatu Człowiek z wyspy (1929). 27 września reżyser przerwał pracę i wrócił do Londynu, uczestnicząc w Piccadilly Theatre w uroczystej premierze amerykańskiego filmu dźwiękowego wytwórni Warner Bros. – Śpiewak jazzbandu (1927, reż. Alan Crosland) z Alem Jolsonem w roli głównej. Brytyjskie dzienniki, będące początkowo negatywnie nastawione do nowej technologii, po premierze Śpiewaka jazzbandu zmieniały swoje podejście. W ocenie branżowego „The Bioscope” pokaz stanowił kamień milowy w historii kina. Recenzent wspomnianej gazety przyznał, że „niektórych wniosków nie da się uniknąć. Dźwięk dołączył do obrazu i ten związek nie jest tymczasowy, ale trwały. Nowa dziedzina sztuki utrudni produkcję, jednak zwiększy emocjonalną i dramatyczną atrakcyjność dobrze zrobionego filmu”.
Stojący na czele wytwórni British International Pictures (BIP) John Maxwell, mimo publicznych zapewnień, że nie zgodzi się na zastosowanie technologii dźwiękowej, zmienił opinię i podjął współpracę z francuskim przedsiębiorstwem Pathé oraz De Forest Phonofilm, aby pomóc w bezproblemowym przejściu na zsynchronizowany dźwięk. W należącym do BIP Elstree Studios zainstalowano izolację akustyczną. Hitchcock, będąc entuzjastą wszelkich nowinek technicznych, wyraził chęć podjęcia się nowego wyzwania. Pełniący rolę asystenta operatora przy Szantażu Ronald Neame wspominał, że „Hitchcock zawsze wychodził zmianom naprzeciw. Pomysł zastosowania dźwięku wręcz go zachwycił”.

### Scenariusz

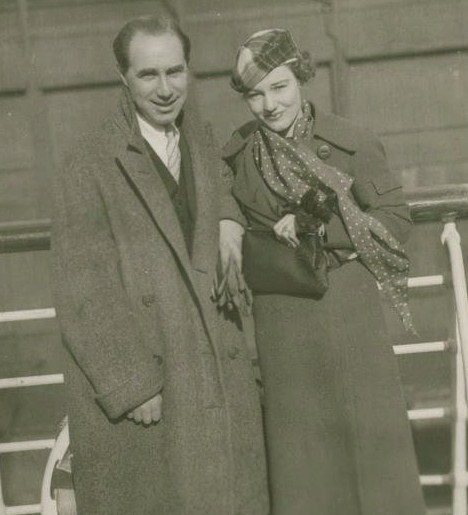
Benn Levy napisał wspólnie z Hitchcockiem i Bennettem dialogi do dźwiękowej wersji Szantażu. Na zdjęciu Levy wspólnie z małżonką Constance Cummings (1935)

Do napisania scenariusza początkowo zatrudniono Garnetta Westona (związał się on kontraktem z BIP). Kanadyjczyk – którego uważano za specjalistę od suspensu – przyjechał do Londynu z Hollywood, gdzie współpracował między innymi z Cecilem B. DeMille’em. Wobec angażu Westona, piszący scenariusze do filmów Hitchcocka od czasów kryminału Ogród rozkoszy (1925) Eliot Stannard został odsunięty od współpracy. W ocenie Patricka McGilligana był to pierwszy sygnał, że Szantaż zrywa z przeszłością. Scenariusz był oparty na sztuce Charlesa Bennetta z 1928 z Tallulah Bankhead w roli głównej, która cieszyła się uznaniem na West Endzie. Wątki takie jak intryga dotycząca młodej kobiety, która w obronie własnej zabija artystę, pozbawionego skrupułów szantażysty i narzeczonego – śledczego policji – rozdartego między poczuciem obowiązku a miłością, stanowiła dla reżysera pretekst do eksploracji związku seksu z przemocą, którą zapoczątkował w dreszczowcu kryminalnym Lokator (1927) i utrwalał w innych swoich filmach. W stosunku do sztuki Bennetta, Hitchcock zaplanował liczne zmiany w adaptacji – wyjście w plener, tworzenie akcji i zastąpienie „trzeciego aktu”. W styczniu 1929 Weston został oddelegowany do innych projektów, wobec czego filmowiec rozpoczął poszukiwania nowego scenarzysty.
Reżyser zaangażował Michaela Powella, młodego fotografa od fotosów, któremu wręczył egzemplarz sztuki Bennetta w trakcie trwania zdjęć do Człowieka z wyspy. Hitchcock przedłożył mu swoje propozycje zmian, zakładające dodanie większej ilości dramatycznych momentów (zwanych kulminacjami), z którymi zgadzał się Powell. Przygotowując się do opracowania scenariusza Hitchcock oglądał filmy kryminalne, spotykał się z detektywami oraz składał wizyty w siedzibie Scotland Yardu, sądzie i w więzieniu. Wspólnie z Powellem odwiedzali kilka miejsc, w których mogli pracować i żyć bohaterowie filmu. Pomysłodawcą kulminacyjnej sceny końcowej, toczącej się między innymi w czytelni Muzeum Brytyjskiego, jest Powell, który zasugerował to miejsce, mając w pamięci wizytę z okresu dzieciństwa w gmachu budynku. W stosunku do sztuki Bennetta wprowadzono liczne zmiany; prócz dodania pogoni w Muzeum Brytyjskim i śmiertelnego upadku szantażysty, zmieniano także losy głównej bohaterki (w wersji scenicznej artysta malarz Crewe zostaje tylko powierzchownie zraniony przez Alice, a umiera wskutek niezdiagnozowanego zawału serca). BIP nie wyraziło zgody na aresztowanie kobiety na końcu filmu (podobnie postąpiło Gainsborough Pictures w przypadku bohatera kreowanego przez Ivora Novello w Lokatorze). Wobec odmowy ze strony wytwórni, pośpiesznie dokonano zmian w scenariuszu, mimo niezadowolenia Hitchcocka.
Wiosną 1929 reżyser spotykał się z angielskim dramatopisarzem Bennem Levy, mającym na swym koncie pracę w Hollywood przy produkcjach dźwiękowych. Obydwaj opracowywali dialogi, aby były one gotowe na połowę kwietnia, kiedy to BIP ukończyło budowę studia dźwiękowego. Hitchcock przyznawał po latach, że udział w pisaniu dialogów miał również Bennett, choć sam autor utrzymywał, że jego wkład był minimalny.

### Casting
Pierwszą aktorką zatrudnioną do filmu była Anny Ondra, mająca na swoim koncie współpracę z Hitchcockiem przy realizacji Człowieka z wyspy. Wcieliła się w rolę Alice White, młodej kobiety, która w obronie własnej zabija artystę gwałciciela. Według McGilligana Ondra stanowiła poprzedzenie Grace Kelly, Ingrid Bergman i Tippi Hedren w szeregu wyjątkowych aktorek, które oczarowały reżysera. Do roli Franka Webbera, detektywa i narzeczonego Alice, zaangażowano Johna Longdena. W roli szantażysty wystąpił Donald Calthrop, o którym reżyser mówił, że „można porównać go do organów kinowych Wurlitzera, które potrafią wydać z siebie dźwięki od najbardziej grzmiących do najciekawszych” (w późniejszych latach aktor trzykrotnie pracował z Hitchcockiem – na planie Elstree Calling; 1930, Morderstwa; 1930 i Numeru siedemnaście; 1932). Postać artysty malarza Crewe’a wykreował, wbrew swojemu emploi, artysta rewiowy Cyril Ritchard. Z kolei do ról rodziców głównej bohaterki zatrudniono Sarę Allgood i artystę musicalowego Charlesa Patona.

### Realizacja
| „Nakręciłem wiele scen, do których dźwięk można było dodać później, ale także innych, dźwiękowych, których nie było w scenariuszu. Jak się poskładało to wszystko, miałem po prostu film mówiony.”– Alfred Hitchcock |

Hitchcock ukończył zdjęcia do filmu Człowiek z wyspy we wrześniu 1928, lecz nie spieszył się z rozpoczęciem prac nad Szantażem. Główny wpływ na tę decyzję miał fakt, iż Elstree Studios dopiero zaczynało zdobywać pierwsze doświadczenie w dziedzinie udźwiękowienia. Wyznaczony pierwotnie na styczeń 1929 okres zdjęciowy wielokrotnie przekładano. Ostatecznie rozpoczął się on w lutym. Dopełnienie ekipy stanowili asystent reżysera Frank Mills, operator Jack E. Cox i scenograf Wilfred Arnold. W opinii Petera Ackroyda Hitchcock rozpoczął realizację Szantażu w wersji niemej, nim zapadła decyzja, że powstanie również wersja dźwiękowa (zdaniem Gene’a Adaira Maxwell podjął taką decyzję w kwietniu). Ronald Neame uważał, że w chwili rozpoczęcia zdjęć Szantaż miał być nagrywany wyłącznie w wersji niemej, czego potwierdzeniem – jego zdaniem – był fakt angażu Anny Ondry do głównej roli kobiecej. „[Hitchcock] nie wybrałby Anny Ondry, ponieważ była Czeszką, a miała grać mieszkankę Londynu. Mówiła z silnym obcym akcentem, a nie było wtedy jeszcze dubbingu. Nie sądzę, by zdecydował się na taki kłopot, gdyby wiedział, że film będzie dźwiękowy” – wspominał.
Nim scenariusz został ukończony, Hitchcock, korzystając ze swojego zwyczaju, wraz z ekipą pomocniczą – i udziałem Johna Longdena – nakręcił utrzymany w poetyce kina dokumentalnego prolog filmu, bez dźwięku oraz nie mający związku z fabułą, a służący jedynie wprowadzeniu widza w metody pracy Scotland Yardu. Reżyser, chcąc zmusić widza do integracji z główną bohaterką oraz przeżywania dramatu widzianego jej oczami, stosował długie najazdy kamery i zdjęcia nakładane (szczególnie w scenach po dokonaniu zbrodni i ukazujących urojenia Alice, przechadzającej się ulicami miasta). 

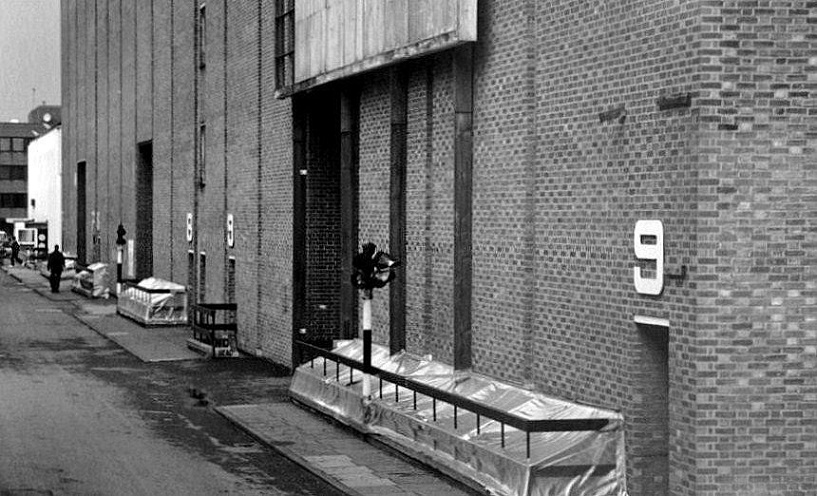
Większą część zdjęć nagrywano w studiu BIP na terenie Elstree Studios w miejscowości Borehamwood

Freddie Young (pracujący później jako operator przy takich tytułach jak Lawrence z Arabii; 1962 czy Doktor Żywago; 1965, oba w reżyserii Davida Leana) został oddelegowany przez reżysera do pomniejszonego montażu. Jak wspominał, przed rozpoczęciem realizacji skrupulatnie sprawdzano, ile metrów taśmy będzie potrzebne do poszczególnego obrazu, a także trzeba było zapamiętywać dokładną kolejność. „W czasie filmowania często trzeba było przewijać taśmę w kamerze w tył lub w przód. Za każdym razem, gdy się to robiło, istniało ryzyko, że się ją porysuje. Jeśli jedna tylko rzecz się nie powiodła, wszystko ulegało zniszczeniu i trzeba było zaczynać od nowa”. Young otrzymał od Hitchcocka jedną stronę scenariusza, z prośbą o ujęcie stóp w marszu, chmur burzowych, pociągu i galopujących koni. Ukończywszy prace nad sekwencją reżyser zmienił zdanie, przez co trzeba było ją opracowywać od nowa.
Główne i pomniejsze sceny Szantażu nagrywano w trybie ujęcie po ujęciu w lutym i marcu. Realizując kulminacyjną sekwencję końcową, która rozgrywa się w czytelni i na dachu Muzeum Brytyjskiego (nagrywano ją na zasadzie montażu równoległego), Hitchcock – z uwagi na ograniczenia budżetowe, brak zgody ze strony władz placówki na wpuszczenie do środka ekipy i aktorów oraz słabe oświetlenie w gmachu budynku – zdecydował się wykorzystać efekt Schüfftana. Podobnie jak w filmie Ring (1927), ekipa fotografowała w pierwszej kolejności tło, a następnie aktorzy odgrywali swoje partie, każdy z osobna (dzięki temu publiczność w kinie mogła zaobserwować zdjęcia kombinowane). Do uzyskania wspomnianego efektu reżyser ustawił pod kątem 45 stopni lustro, w którym odbijał się pełny obraz Muzeum Brytyjskiego. Hitchcock miał kilka zdjęć naświetlanych przez pół godziny – dziewięć w różnych salach. „Zrobiliśmy z nich przezrocza tak, by można je było podświetlić […] Następnie zdrapałem srebrzenie z lustra tylko tam gdzie chciałem, by widać było biegnącego mężczyznę, a te miejsca zbudowaliśmy w studiu” – wspominał.

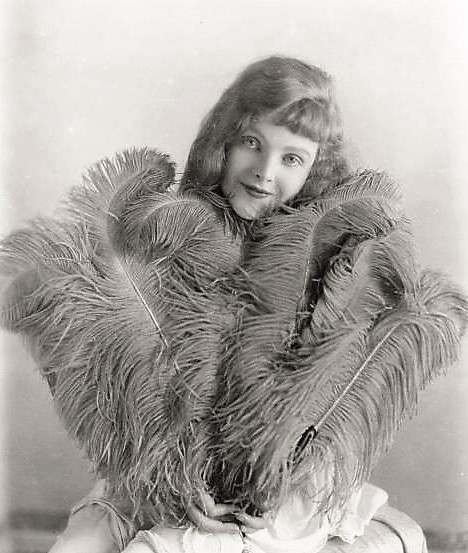
W filmie wykorzystano kwestie głosowe wypowiadane przez Barry. Silny czeski akcent Ondry uniemożliwiał jej dogranie własnych partii głosowych

Pod koniec marca, gdy warunki pogodowe uległy poprawie, ekipa realizowała sceny w plenerze. W trakcie kręcenia wieczornych ujęć w londyńskiej restauracji Lyons’ Corner House przy Coventry Street, gdzie nagrywano scenę między parą głównych bohaterów, kłócących się przy kolacji, policja usiłowała odsunąć obserwujący pracę ekipy tłum ludzi. Hitchcock poprosił, aby uliczni gapie wymieszali się ze statystami, tworząc w ten sposób tłum w filmie.

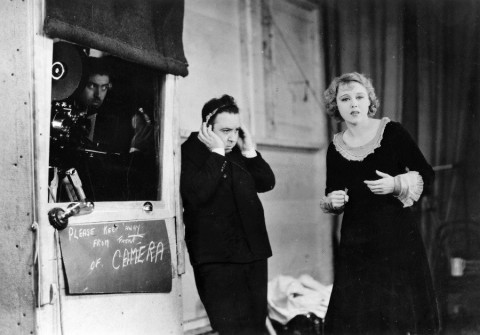
Alfred Hitchcock i Anny Ondra w trakcie testu głosu do filmu Szantaż

Z początkiem kwietnia poinformowano, że BIP zakończyło budowę studia dźwiękowego. Maxwell przedstawił plan, zakładający produkcję od piętnastu do dwudziestu filmów dźwiękowych w latach 1928–1929, z czego pierwszym projektem miał być Szantaż. Szef BIP wyraził zgodę na dodanie „ograniczonego” dźwięku do nakręconych już wcześniej scen. Reżyser, przewidując taką okoliczność, nagrywał główne sceny w ten sposób, aby niektóre części z nich można było zastąpić, oraz zaznaczał, w których przypadkach będzie możliwe dodanie dźwięku. Według Charlesa Barra „filmując niemą wersję, zatwierdzoną przez Maxwella, Hitchcock jednocześnie kręcił oddzielne ujęcia każdego kadru, by przygotować negatyw do wersji dźwiękowej filmu”.
Największy kłopot reżyser miał z Anną Ondry, która była Czeszką i mówiła z silnym obcym akcentem, co uniemożliwiało jej wiarygodne wcielenie się w córkę angielskiego kioskarza. Aby rozwiązać zaistniały problem, Hitchcock zorganizował dla aktorki test głosu, który w ocenie McGilligana „miał wykazać, że jej akcent stanowi przeszkodę”. Reżyser zatrudnił Joan Barry, angielską aktorkę i absolwentkę Royal Academy of Dramatic Art. W efekcie Ondra poruszała w filmie jedynie ustami, a Barry, stojąc poza kadrem, wypowiadała główne kwestie. Każdego wieczora obydwie aktorki i Hitchcock odbywali próby dokładnego zgrania scen, tak aby były gotowe na następny dzień.
Podjąwszy decyzję o realizacji dźwiękowej wersji Szantażu, produkcję przeniesiono do nowego tymczasowego studia BIP znajdującego się na terenach Elstree Studios. Zastosowanie nowej technologii wymagało od ekipy zmiany sposobu pracy. Według Ackroyda ówczesny sprzęt dźwiękowy był „nieprawdopodobnie skomplikowany”, a w studiu filmowym pojawiły się całe stosy skrzyń, pudeł, kabli i lamp. Kamera musiała znajdować się w dźwiękoszczelnej obudowie, tłumiącej jej dźwięki (miała wbudowany silnik, który potęgował hałas). Umieszczono ją w specjalnej budce, podobnej do telefonicznej, tyle że na kółkach, co uniemożliwiało z kolei robienie ujęć z wózka. Ruchy kamery – w ocenie McGilligana będące znakiem firmowym Hitchcocka – „praktycznie nie istniały”. Aktorzy byli zmuszani do ustawiania się dokładnie pod nisko zawieszonymi mikrofonami.
Dodatkowy problem stanowiły lampy. Standardowe węglowe szumiały i terkotały, zakłócając prace. Operator zdecydował się na użycie pięcio- i dziesięciokilowatowych lamp żarowych, które dawały dobre oświetlenie, lecz szybko się nagrzewały, powodując dyskomfort podczas prac na planie (zdaniem Ackroyda „reżyser z wielkimi słuchawkami na uszach dusił się w swej budce”). Young przyznawał, że wspomniane lampy wytwarzały temperaturę podobną do tej panującej w piekarni. „W przerwach między ujęciami aktorzy kładli się na podłodze i starali się zdrzemnąć w tym upale”. W maju plan zdjęciowy odwiedziła para książęca (późniejszy król Jerzy VI Windsor i królowa Maria Teck), aby zobaczyć prace przy filmie dźwiękowym. Okres zdjęciowy Szantażu zakończył się pod koniec maja, po czym film przeszedł trwający niespełna miesiąc etap postprodukcyjny.

### Muzyka
John Williams, kompozytor współpracujący z Hitchcockiem przy jego ostatnim filmie fabularnym Intryga rodzinna (1976), uważał, że muzyka jest kluczowym składnikiem twórczości angielskiego reżysera, „niemal charakterystycznym wzorem”. Jack Sullivan – autor książki Hitchcock’s Music (2006), zwracał uwagę na fakt, że wspomniany wzór jest dramatycznie obecny już w filmie Szantaż. Według autora partytura Szantażu przywołuje na myśl dokonania Albana Berga, Arnolda Schönberga i wczesną twórczość Kurta Weilla, zwłaszcza symfonie ostatniego z nich i „Accompaniment to a Film-Scene” Schönberga. W ocenie Sullivana muzyka do Szantażu jest bardzo hitchcockowska, nie tylko w podstawowym podejściu kontrapunktowym, ale w wielu detalach. Jego zdaniem muzyka do filmu ujawnia szereg hitchcockowskich sygnatur, w tym ironię muzyczną, zawrotne arpeggio, nierozwiązane łańcuchy akordów, popularną melodię jako narzędzie narracyjne i senne połączenie prawdziwej muzyki z niewidzialną partyturą. Sullivan podkreślał, że muzyka do Szantażu posiada również charakterystyczne akcenty instrumentalne reżysera – demoniczne użycie niebiańskiej harfy, przerażające brzmienia organów, znikające mosiężne fanfary i odległe kotły zapowiadające śmierć.
Eksperymentalna hybryda w Szantażu była połączeniem wysiłku kompozytora Henry’ego Stafforda i aranżera Huberta Batha. Nagranie wykonała British Symphony Orchestra pod dyrekcją Johna Reyndersa, który w późniejszym czasie napisał też muzykę do filmu kryminalnego Hitchcocka Morderstwo (1930). Przed sceną zabójstwa pana Crewe’a przez Alice, reżyser posadził przy pianinie Cyrila Ritcharda (odtwórcę roli artysty malarza) i nakazał mu wykonanie piosenki „Miss Up-to-Date” (Sullivan opisał ją jako preludium przemocy), która została skomponowana przez Billy’ego Mayerla i Franka Eytona. Autor książki zaznaczał, że podobnie jak w przypadku kilku swoich późniejszych produkcji (Bogaci i dziwni; 1931, Rebeka; 1940, Osławiona; 1946 i Północ, północny zachód; 1959), Hitchcock wykorzystuje muzykę restauracyjną na początku narracji jako nijakie ironiczne tło do oszukiwania i zdrady. Wspomnianej scenie, gdzie Alice przebywa w restauracji z Frankiem, towarzyszy piosenka „Girl of My Dreams”, co w ocenie Sullivana jest „zręcznym, ironicznym akcentem”, a emocje głównych bohaterów przedstawione są na tle mydlanego tła smyczków, nadając scenie wyjątkowej kruchości i napięcia.
Sullivan podkreśla, że gdy Alice i Crewe udają się po schodach do pracowni artysty, muzyka staje się coraz bardziej złowieszcza, wyrażając tym samym naiwność głównej bohaterki i jej podatność na zagrożenie, oraz stanowi kontrapunkt dla mrocznych cieni na twarzy Crewe’a. Gdy artysta malarz zaczyna wykonywać na pianinie „Miss Up-to-Date”, piosenka wydaje się rozjaśniać ton sceny, lecz stopniowo staje się złowrogim wstępem do ataku Crewe’a. Zdaniem autora scena ta wyraźnie ilustruje wczesną zdolność Hitchcocka do manipulowania muzyką w sposób całkowicie filmowy – dopasowując projekt muzyczny do wizualnego. Crewe tworzy muzyczny portret Alice, prowadząc kobietę do stworzenia nagiego autoportretu. Rosnące podekscytowanie i agresja w wykonaniu piosenki przez niego współgra z manipulacją szkicu Alice „niegrzecznego dziecka” w liryce utworu. Po dokonaniu zabójstwa kobieta wędruje przez mgłę pourazowego szoku, dryfując po nutach spektakularnego nokturnu, który łączy „Miss Up-to-Date” z fragmentami tytułowej muzyki w przerażającym kontrapunkcie. W scenie, gdy Frank Webber, narzeczony Alice, chodzi w poszukiwaniu dowodów po pokoju w pracowni zabitego artysty, Hitchcock namówił aktora, aby ten zagwizdał „Sonny Boy”, utwór pochodzący z filmu Śpiewak jazzbandu.
W swoim podsumowaniu Sullivan stwierdził, że muzyka do Szantażu była jedynie początkiem, pomyślnym debiutem, który stał się sprawdzianem dla dalszych eksperymentów Hitchcocka, określanego przez autora mianem „muzycznego manipulatora emocjami”. „Jego podstawowy dramat nagłej katastrofy, stłumionej winy i zablokowanych emocji – wszystko to z nawiedzoną muzyką wewnętrzną – będzie nadal rezonować przez całą jego karierę” – argumentował. Inni z kolei podkreślali, że reżyser posłużył się nie tylko dźwiękiem pozakadrowym i asynchronicznym (ang. non-parallel cutting), ale przede wszystkim dźwiękiem subiektywnym, aby uzewnętrznić przeżycia głównej bohaterki i jej poczucie winy.

## Odbiór

### Premiera kinowa i recenzje

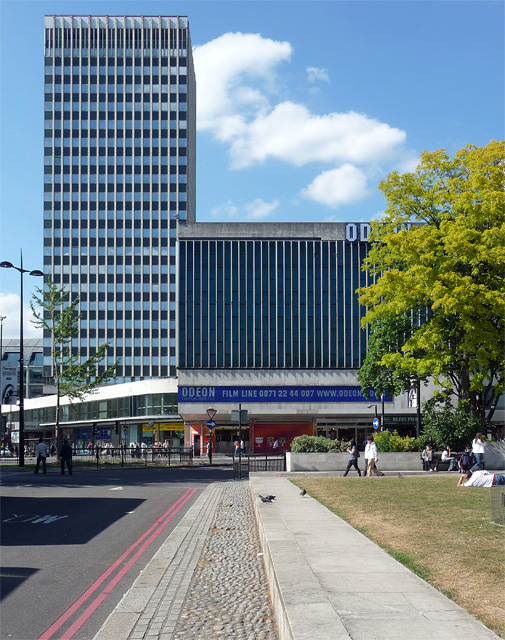
Kino Regal (od 1945 do zamknięcia w 2016 Odeon Marble Arch), miejsce brytyjskiej premiery filmu Szantaż w czerwcu 1929 (na zdj. w 2011)

Proces łączenia dźwiękowego materiału filmowego z niemymi zdjęciami wykonano w szybkim tempie, aby Szantaż mógł rywalizować o miano pierwszego brytyjskiego filmu dźwiękowego. 21 czerwca odbył się pokaz filmu dla branży. Przed premierą Szantaż reklamowano jako „pierwszy nakręcony w Wielkiej Brytanii film z pełnymi kwestiami aktorskimi […] Zobaczycie i usłyszycie nasz rodzimy język, jak powinien być mówiony! […] Odłóżcie na bok wszystko, żeby tylko tego posłuchać”. Oficjalna brytyjska premiera Szantażu miała miejsce 30 czerwca w kinie Regal, gdzie, jak pisał „Today’s Cinema”, film nagrodzono publicznym aplauzem, trwającym około 7 minut. W wywiadzie dla „Evening News” tuż po pierwszym pokazie, Hitchcock przyznał, że film „wymaga takiego realizmu, jakiego nie znają normalne teatry”. W momencie wejścia na ekrany angielskich kin Szantaż okazał się sukcesem, a zdaniem Gene’a Adaira był on największym triumfem reżysera od czasu Lokatora (1927). Według Johna Russella Taylora film był nie tylko entuzjastycznie przyjęty przez środowisko brytyjskich krytyków, lecz także cieszył się dużym uznaniem wśród publiczności. Autor zwracał uwagę na fakt, że nawet najbardziej krytyczne magazyny filmowe wyrażały pochlebne opinie. Szantaż został szczególnie doceniony za umiejętne wykorzystanie potencjału nowej technologii – dźwięku. 6 października film Hitchcocka miał premierę w Stanach Zjednoczonych. Niema wersja Szantażu została wydana nieco później, również przyciągając publiczność do angielskich kin, nieprzystosowanych ówcześnie do pokazywania filmów dźwiękowych.
„The Bioscope” chwalił użycie dźwięku: „Rozumiemy, że pan Hitchcock rozpoczął tę produkcję z myślą o filmie niemym, a następnie został wezwany do dostosowania swoich planów, aby spełnić wymagania dialogu. Z pewnością udało mu się osiągnąć sukces, ponieważ nie jest to ani zwykła adaptacja sztuki scenicznej na ekranie, ani film niemy wyposażony w dialogi sceniczne, a być może równie dobrze pan Hitchcock rozwiązał problem połączenia tych dwóch elementów i zrobił krok w kierunku przypisania prawdziwej pozycji filmu dźwiękowego w szeregach rozrywki”. Oceniając niemą wersję, ten sam magazyn pisał: „Wersja niema tego znakomitego dramatu podnosi sztukę reżyserską Alfreda Hitchcocka do rangi znakomitości i udowadnia…, że osiągnął najwyższy poziom w łączeniu zalet medium ekranu z zaletami dramatu mówionego. Bez dialogu i z bardzo efektownymi napisami, Szantaż może osiągnąć sukces na niemym ekranie”. „Daily Mail” przyznawał, że film Hitchcocka jest „najlepszym istniejącym filmem dźwiękowym, a na dodatek brytyjskim”.
„Kinematograph Weekly” pisał o Szantażu jako „wspaniałym przykładzie popularnej, w całości udźwiękowionej rozrywki”. „The Times” wyrażał pozytywną ocenę, argumentując: „Studia Elstree mogą poszczycić się produkcją, która powinna znacznie zwiększyć akcje naszego zmieniającego się brytyjskiego przemysłu, choć należy tylko dodać, że pod kierunkiem pana Hitchcocka ten film mówiony zrobił zdecydowany krok naprzód”. Korespondent z Londynu piszący do tygodnika „Variety”, porównując obydwie wersje, zaznaczał: „Nie tylko mówiony, ale film kinowy, który mówi. Alfred J. Hitchcock rozwiązał problem kręcenia filmu, który nie traci na technice filmowej i czerpie korzyści z dialogów. Niema wersja była niezwykle dobrym filmem; ta jest niemal kamieniem milowym”.
Szantaż nie odniósł sukcesu poza granicami Anglii, co, zdaniem Patricka McGilligana, było „poważnym ciosem” dla BIP. Cenzura w Australii początkowo nie zezwoliła na pokazy nowego filmu Hitchcocka, lecz potem zakazy zniesiono. W Stanach Zjednoczonych dystrybutorzy całkowicie zignorowali pierwszy brytyjski film dźwiękowy. Według krytyka Paula Rotha, który uważał Szantaż za „nieskończenie lepszy od którejkolwiek z ówczesnych produkcji miejscowych”, decydujący wpływ na to miał fakt, iż Amerykanie nie rozumieli brytyjskiego akcentu. Produkcję Szantażu uznano za zbyt długą i zbyt kosztowną (co zmusiło Maxwella do wprowadzenia radykalnego programu oszczędnościowego przy następnych projektach), a zyski w box offisie oceniano jako skromne (nie zachowały się do czasów obecnych żadne wiarygodne źródła przedstawiające dane dotyczące przychodów filmu).

### Analizy i interpretacje
We współczesnych opracowaniach naukowych Szantaż uznawany jest przez biografów i historyków za pierwszy brytyjski film dźwiękowy i punkt zwrotny w karierze Hitchcocka. Wpływ na taką ocenę miał szereg elementów wyróżniających film, w tym dojrzałość artystyczna, kompozycja kadru, styl, ton całości oraz zmysł plastyczny. Niektórzy z autorów uważają Szantaż za pierwsze arcydzieło w dorobku reżysera przed jego wyjazdem za ocean. Eksperymentalne podejście do montażu obrazu ścieżki dźwiękowej sprawiło, że w części opracowań wymieniany jest on jako jeden z najważniejszych filmów w historii kina.
Autorzy zwracają uwagę, że w przeciwieństwie do wcześniejszych filmów angielskiego twórcy, Szantaż nie przedstawia niesłusznie oskarżonej ofiary, fałszywie podejrzewanej o dokonanie zbrodni, lecz opowiada o kobiecie, która popełniła przestępstwo i unika kary, przez co fabuła opiera się na charakterystycznym dla twórczości Hitchcocka motywie przeniesienia winy, przedstawionym zarówno w płaszczyźnie narracyjnej, jak i wizualnej. Gene Adair oceniał Szantaż jako „wizytówkę rosnącego mistrzostwa wizualnego Hitchcocka”. Autor wyróżniał zdjęcia w początkowej sekwencji oraz podkreślał, że temat filmu wprowadza ciekawe zwroty dotyczące poczucia winy i niewinności. W jego ocenie główna bohaterka jest wyraźnie udręczona wyrzutami sumienia, które prawdopodobnie będą ją stale prześladować. Jim McDevitt i Eric San Juan, autorzy książki A Year of Hitchcock: 52 Weeks with the Master of Suspense (2009), podsumowali film: „Szantaż znany jest jako pierwszy film Alfreda Hitchcocka z dźwiękiem, ale to coś więcej. Brakuje w nim napięcia, którego można by oczekiwać po hitchcockowskim dramacie morderstwa – co oczywiście stanowi znaczną szkodę dla filmu – ale Szantaż jest ważny w badaniu rozwoju Hitchcocka jako twórcy filmowego, ponieważ można zobaczyć w nim kilka niezwykłych osiągnięć technicznych”. John Russell Taylor zwracał uwagę na słynną scenę, gdy dzień po morderstwie Alice siedzi wraz z rodzicami przy śniadaniu. Słowo „nóż”, wypowiedziane przez sąsiadkę, zaczyna się wielokrotnie powtarzać – w ocenie reżysera stając się „mieszaniną niewyraźnych dźwięków” – zagłuszając inne wyrazy. Taylor uważał, że sekwencja ta była sensacją w 1929, podobnie jak scena z „przeszklonym” sufitem w filmie Lokator z 1927.
Krzysztof Loska, autor monografii Hitchcock – Autor wśród gatunków (2002), pisał, że w filmie Szantaż Hitchcock, prócz ukazania motywu przeniesienia winy, wykorzystał również motyw wyznania (list pisany przez Alice do Franka informujący o zamiarze przyznania się do zbrodni). Autor zwracał uwagę na obecność w filmie wizualnych motywów przewodnich, podkreślających niejednoznaczność tekstu, stanowiących nieodłączny element twórczości reżysera – drzwi, kajdanek, luster, ptaków, rękawiczek, a w szczególności schodów, mających podwójne znaczenie: z jednej strony stanowiących przeszkodę, którą musi pokonać bohater, z drugiej oznaczających początek nowej drogi. Według Loski w Szantażu  wspinanie się po schodach coraz to wyżej przynosi bohaterom jedynie kolejne nieszczęścia i towarzyszącą im przemoc (policjanci wchodzący na górę, by aresztować przestępcę, Alice udająca się do pokoju na piętrze, gdzie staje się ofiarą przemocy czy też szantażysta wspinający się na kopułę Muzeum Brytyjskiego, z której następnie spada i ginie). Z kolei liczne ujęcia z punktu widzenia bohaterki, według Loski, mają służyć utożsamianiu się widza z Alice w przeżywaniu jej emocji.

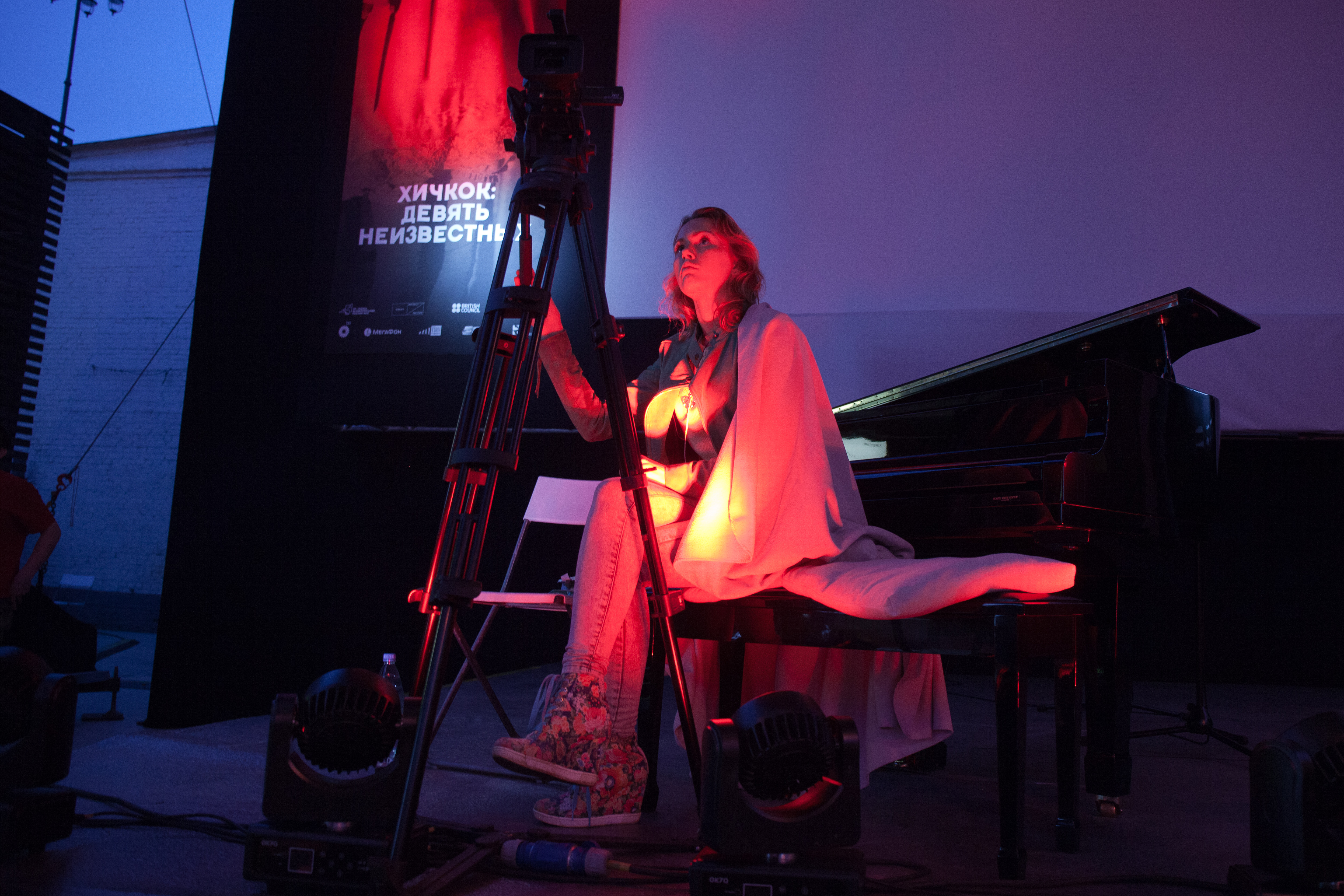
Inscenizacja z filmu w ramach projektu „Save the Hitchcock 9.”

Patrick McGilligan przyznawał, że Szantaż, w przeciwieństwie do innych produkcji rywalizujących ze sobą o miano pierwszego brytyjskiego filmu dźwiękowego, nie popadł w zapomnienie, a wręcz przeciwnie – po latach uznawany jest za kamień milowy w historii filmu, głównie ze względu na temat oraz styl. Autor uznaje Szantaż za pierwsze arcydzieło suspensu Hitchcocka. Paul M. Jensen, poza podobieństwem tekstowym, dostrzegał w Szantażu również liczne powiązania intertekstualne, zwracając uwagę na związki z Lokatorem; jako przykłady wymieniał podobieństwo postaci kobiecych (ich pochodzenie społeczne i sytuację rodzinną) i męskich (detektywi Frank Webber i Joe Chandler wykorzystują prawo do realizacji osobistych celów; obaj są też powiązani z bohaterkami) oraz pokrewieństwo schematu narracyjnego – w obu przypadkach zakłócenie równowagi jest wynikiem nawiązania przez bohaterkę (Alice, Daisy Bunting) stosunków z nieznajomym mężczyzną.
Z kolei Peter Ackroyd wyróżniał kulminacyjną scenę pościgu, która, w jego ocenie, była triumfem umierającego gatunku filmu niemego. Kopuła Muzeum Brytyjskiego – zdaniem autora – została przedstawiona jako ucieleśnienie tajemnicy, a olbrzymich rozmiarów głowa Ramzesa Wielkiego ma stanowić wyraz obojętności w obliczu mającej dokonać się wkrótce tragedii. W podsumowaniu Ackroyd wyraził wobec filmu pochlebną ocenę, chwaląc reżysera za „hitchcockowskie wyczucie atmosfery Londynu – pojazdów, ulic, reklam, wnętrz mieszkalnych, herbaciarni Lyonsa, przecznic i zaułków”. Brytyjski krytyk Raymond Durgnat uważał, że Szantaż, obok Ptaków (1963), posiada najbardziej niezwykłą strukturę narracyjną spośród wszystkich filmów Hitchcocka. Szczególną uwagę autor zwracał na rolę kontrastu jako podstawowej zasady konstrukcyjnej, a także nieustanne napięcie między poszczególnymi składnikami tekstu, które, jego zdaniem, tworzą swoisty system opozycji.
W 1993 Brytyjski Instytut Filmowy (BFI) odświeżył niemą wersję filmu, dodając podkład muzyczny autorstwa Jonathana Lloyda. Szantaż był ponownie wyświetlany w kinach na całym świecie, a ówcześni krytycy, którzy mieli okazję zobaczyć drugą wersję filmu, wyrażali w recenzjach pochlebne oceny.

### Wyróżnienia
W ogólnokrajowej ankiecie, przeprowadzonej w 1929, Szantaż, głównie na podstawie niemej wersji, która – jak zaznaczono – była szerzej oglądana, został uznany za najlepszy brytyjski film roku. W 2017, na podstawie głosów środowiska filmowego, w tym aktorów, krytyków, reżyserów i scenarzystów, redakcja magazynu „Time Out” sklasyfikowała Szantaż na 59. miejscu w rankingu „100 najlepszych brytyjskich filmów wszech czasów”.

## Rekonstrukcja

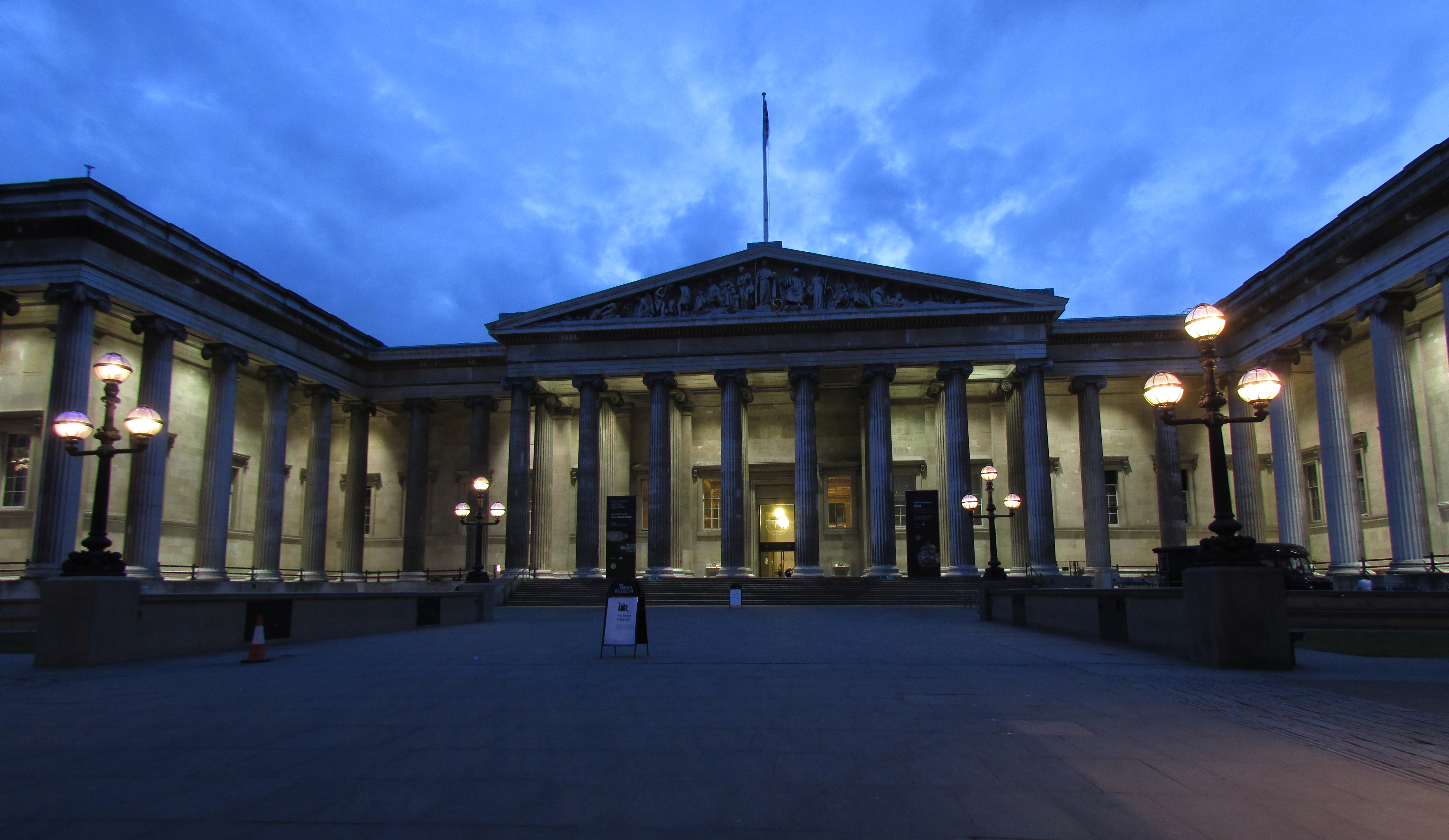
Muzeum Brytyjskie – miejsce, gdzie odbyła się premiera odrestaurowanej wersji Szantażu w 2012

W 2012, w ramach projektu „Save the Hitchcock 9.”, amerykańskie organizacje non-profit The Film Foundation (TFF) i Hollywoodzkie Stowarzyszenie Prasy Zagranicznej (HFPA) sfinansowały proces rekonstrukcji niemej wersji Szantażu, przeprowadzony przez Brytyjski Instytut Filmowy (BFI National Archive) we współpracy z ITV Studios Global Entertainment, Network Releasing i Park Circus Films. W archiwach BFI zachował się oryginalny negatyw z niemej wersji. Ucierpiał on jednak z powodu „zwijania się”, które nastąpiło w wyniku skurczenia się jednej strony materiału filmowego. To – w połączeniu z bardzo wąskimi łączeniami między zdjęciami – oznaczało konieczność wykonania starannego skanowania cyfrowego, by zapobiec dalszemu uszkodzeniu i aby film leżał płasko w bramie skanera. Bez tego ostrość zdjęć byłaby zagrożona. Dzięki skanowaniu cyfrowemu udało się uzyskać ostry skan o bardzo dobrym zakresie tonalnym. Szantaż był jednym z pierwszych filmów zeskanowanych na skanerze BFI z użyciem tzw. mokrej bramki (ang. wet gate). W technologii tej film zanurzany jest w płynie w punkcie skanowania, aby znacznie zmniejszyć lub wyeliminować wiele drobnych zadrapań. Po zakończeniu procesu skanowania, który wykonano w rozdzielczości 4K, pozostałe uszkodzenia negatywu i kilka wielokadrowych rozerwań usunięto za pomocą naprawy cyfrowej. Również napisy poddano rekonstrukcji. Film przeniesiono z prędkością dwudziestu klatek na sekundę (co dało czas trwania 76 minut). Wersja dźwiękowa jest o 10 minut dłuższa.
Premiera odrestaurowanej wersji Szantażu odbyła się 6 lipca 2012 w Muzeum Brytyjskim, czyli w gmachu, w którym miała miejsce kulminacyjna scena końcowa. Filmowi towarzyszyła partytura skomponowana w 2008 przez Neila Branda.